# Shopping
Shopping – brytyjski film z 1994 roku w reżyserii Paula Andersona o grupie brytyjskich nastolatków.
W filmie swoją pierwszą znaczącą rolę zagrał Jude Law. Sadie Frost i Jude Law poznali się na planie tego filmu.

## Obsada
- Sadie Frost – Jo
- Jude Law – Billy
- Sean Pertwee – Tommy
- Fraser James – Be Bop
- Sean Bean – Venning
- Marianne Faithfull – Bev
- Jonathan Pryce – Conway
- Daniel Newman – Monkey (jako Danny Newman)
- Lee Whitlock – Pony
- Ralph Ineson – Dix
- Eamonn Walker – Peters
- Jason Isaacs – Market Trader
- Chris Constantinou – Yuppie
- Tilly Vosburgh – Mrs. Taylor
- Melanie Hill – Sarah